# Roger Guyett
Roger Guyett és un supervisor d'efectes especials.
Ha estat nominat als Oscar en els millors efectes visuals en tres ocasions per les pel·lícules Star Trek', Star Trek Into Darkness i Harry Potter i el pres d'Azkaban.